# Список скульптур письменників у Швеції
Спи́сок скульпту́р письме́нників у Шве́ції — це перелік скульптурних портретів літераторів, пам'яток по них і статуй, на створення яких надихнули твори шведського красного письменства.

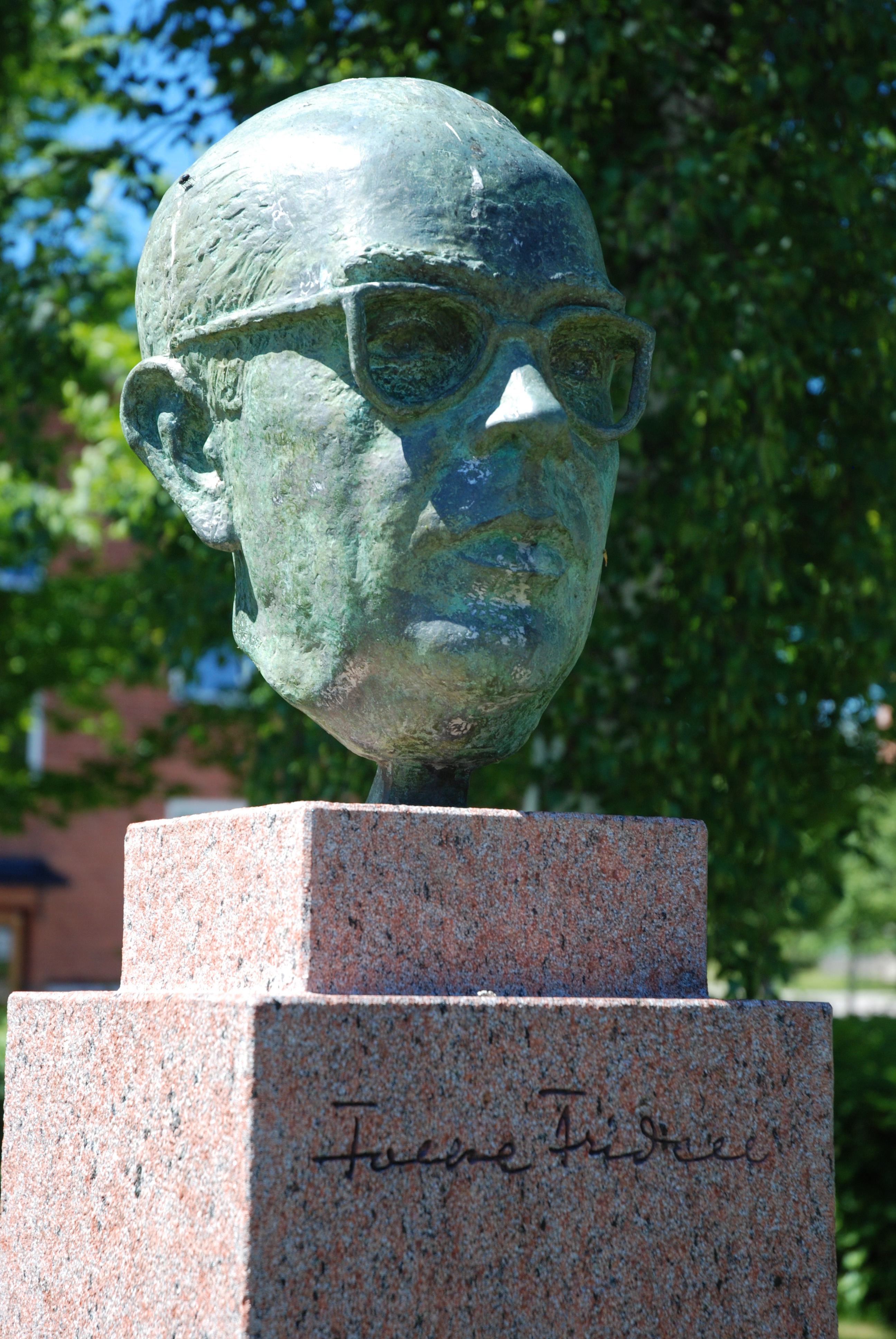
Скульптурний портрет Фольке Фріделля в Юнґбю.

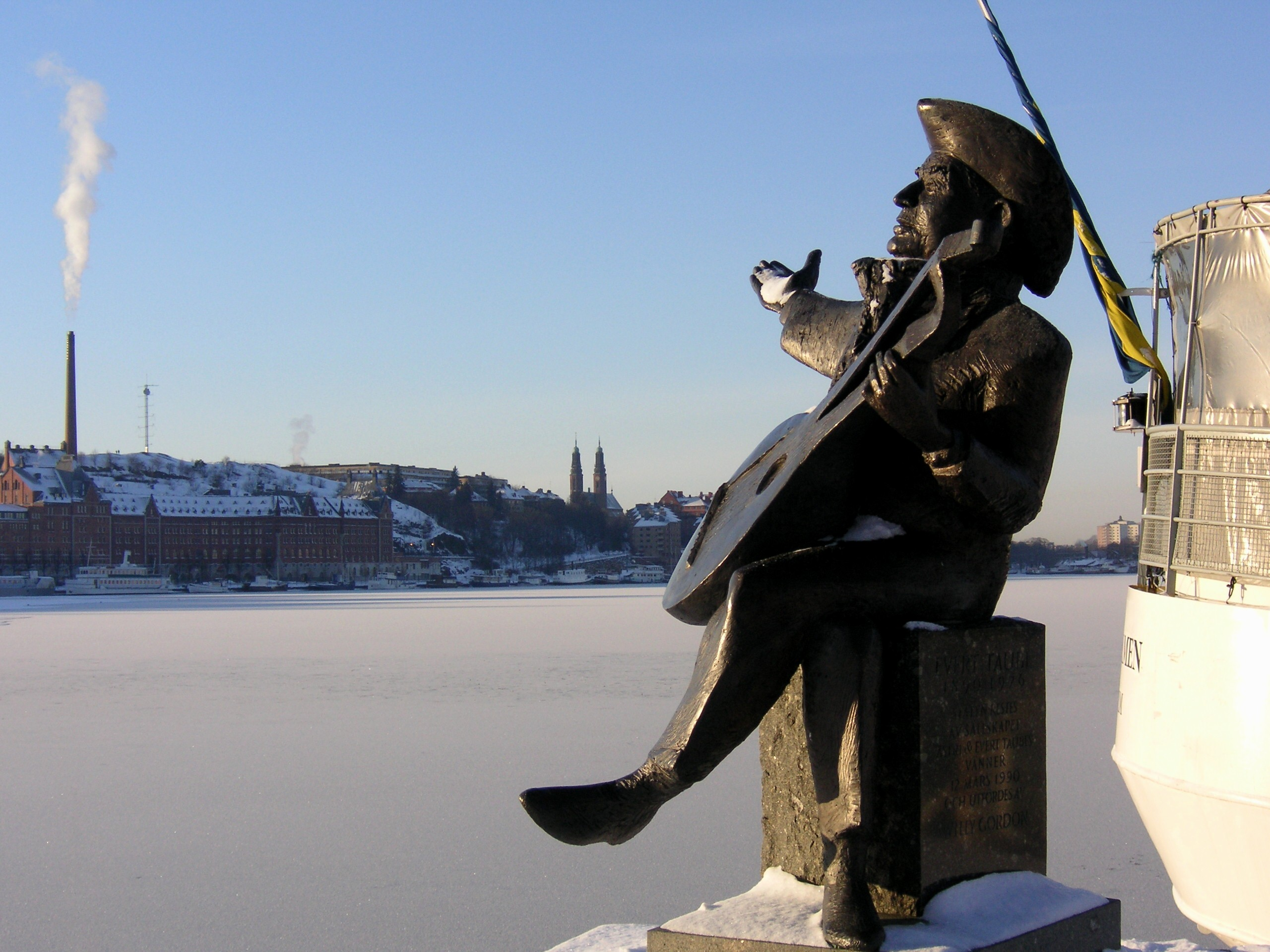
Пам'ятник Евертові Таубе у Стокгольмі).

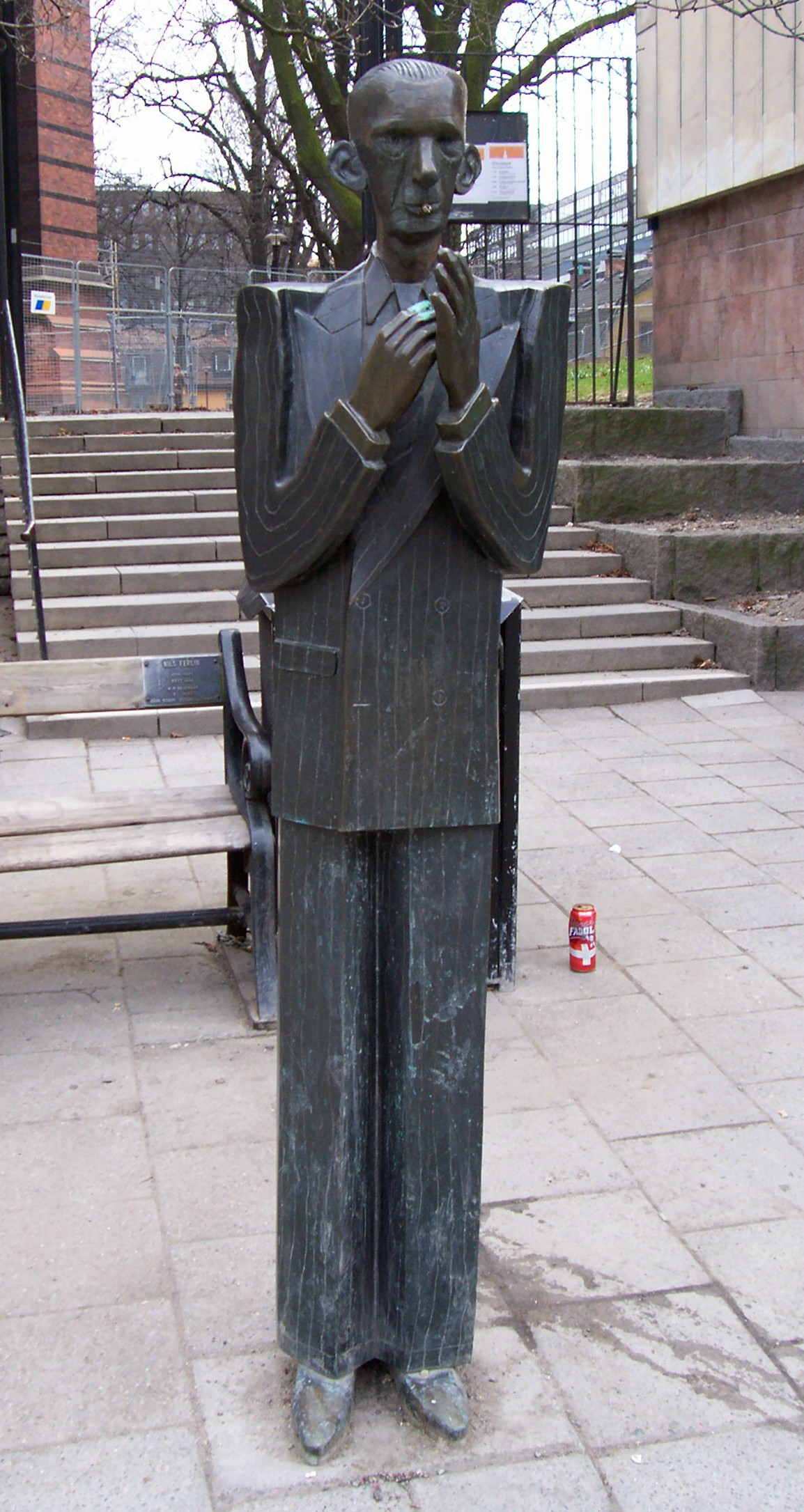
Пам'ятник Нільсові Ферліну у Стокгольмі).

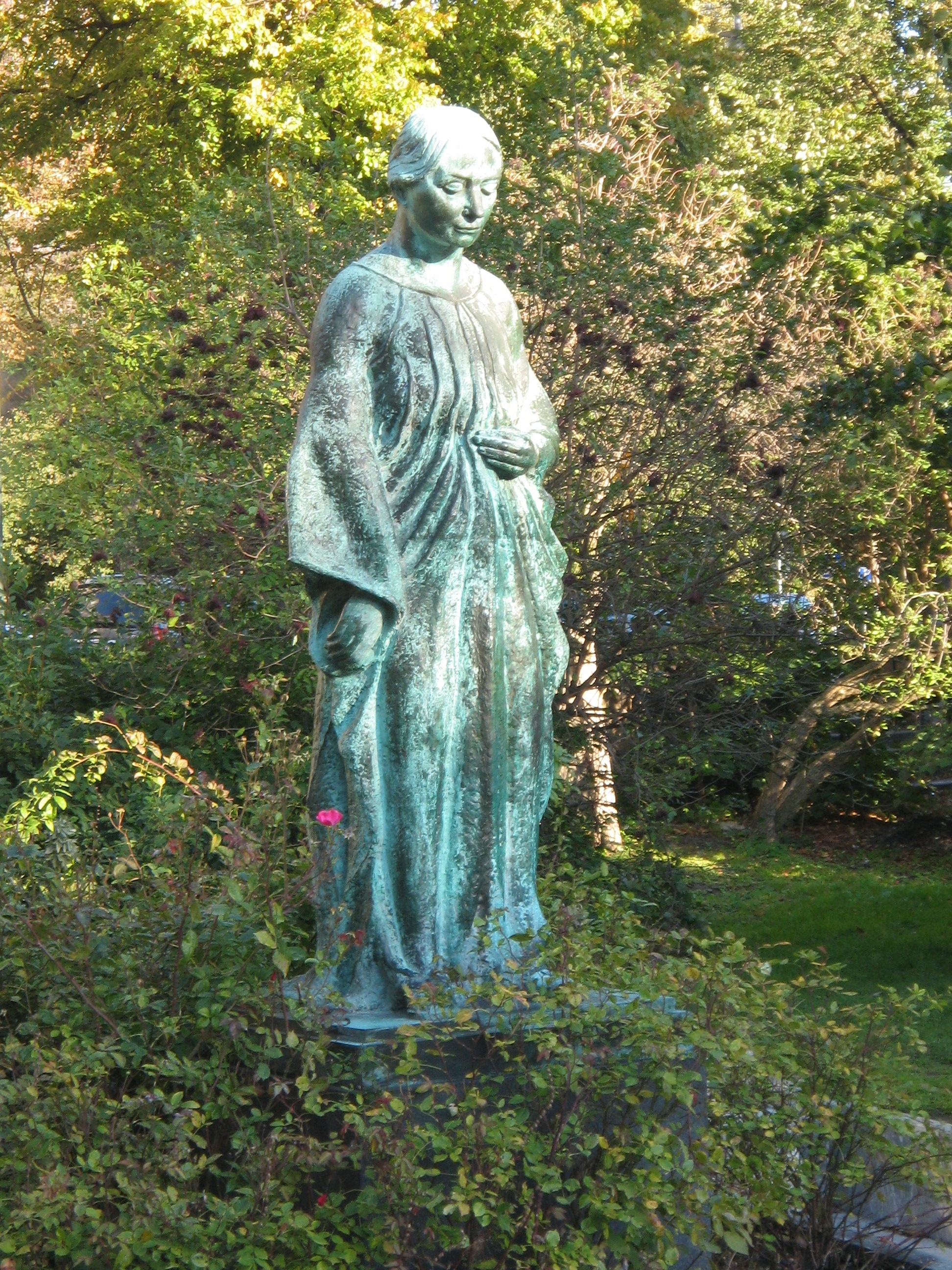
Еллен Кей (Сіґрід Фрідман, парк імені Еллен Кей у Стокгольмі).

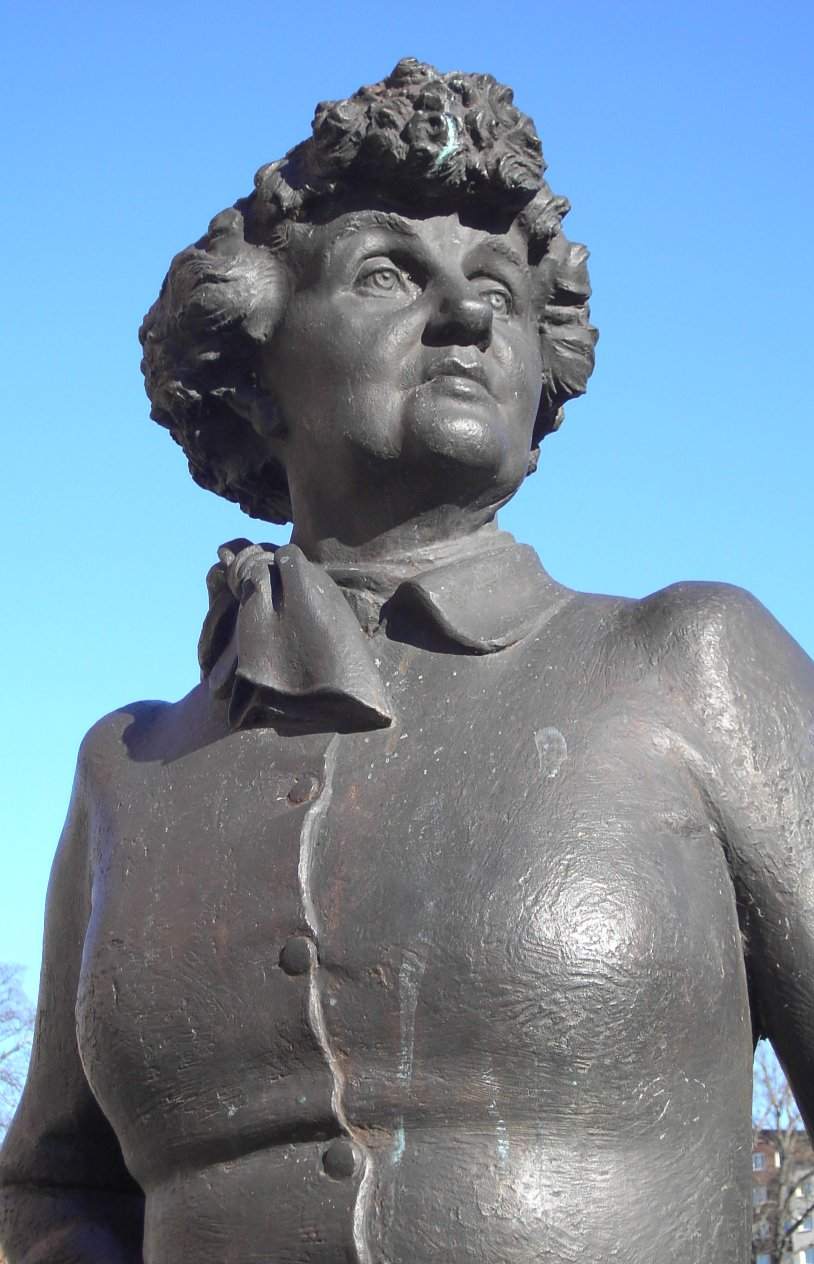
Моа Мартінсон (Петер Лінде, Ґрютсторґет у Норрчепінґу).

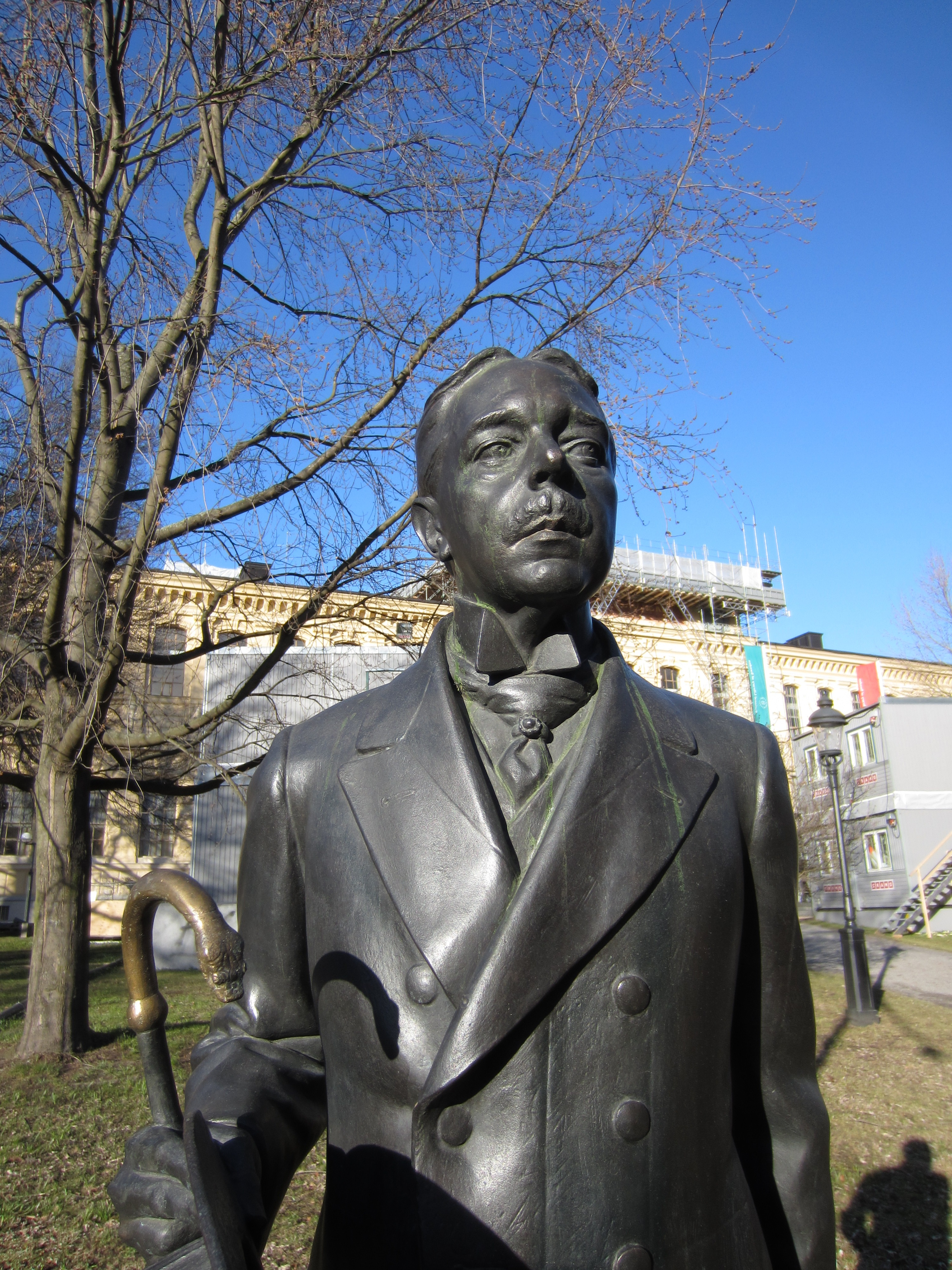
Ялмар Седерберг (Петер Лінде, Стокгольм, біля Королівської бібліотеки).

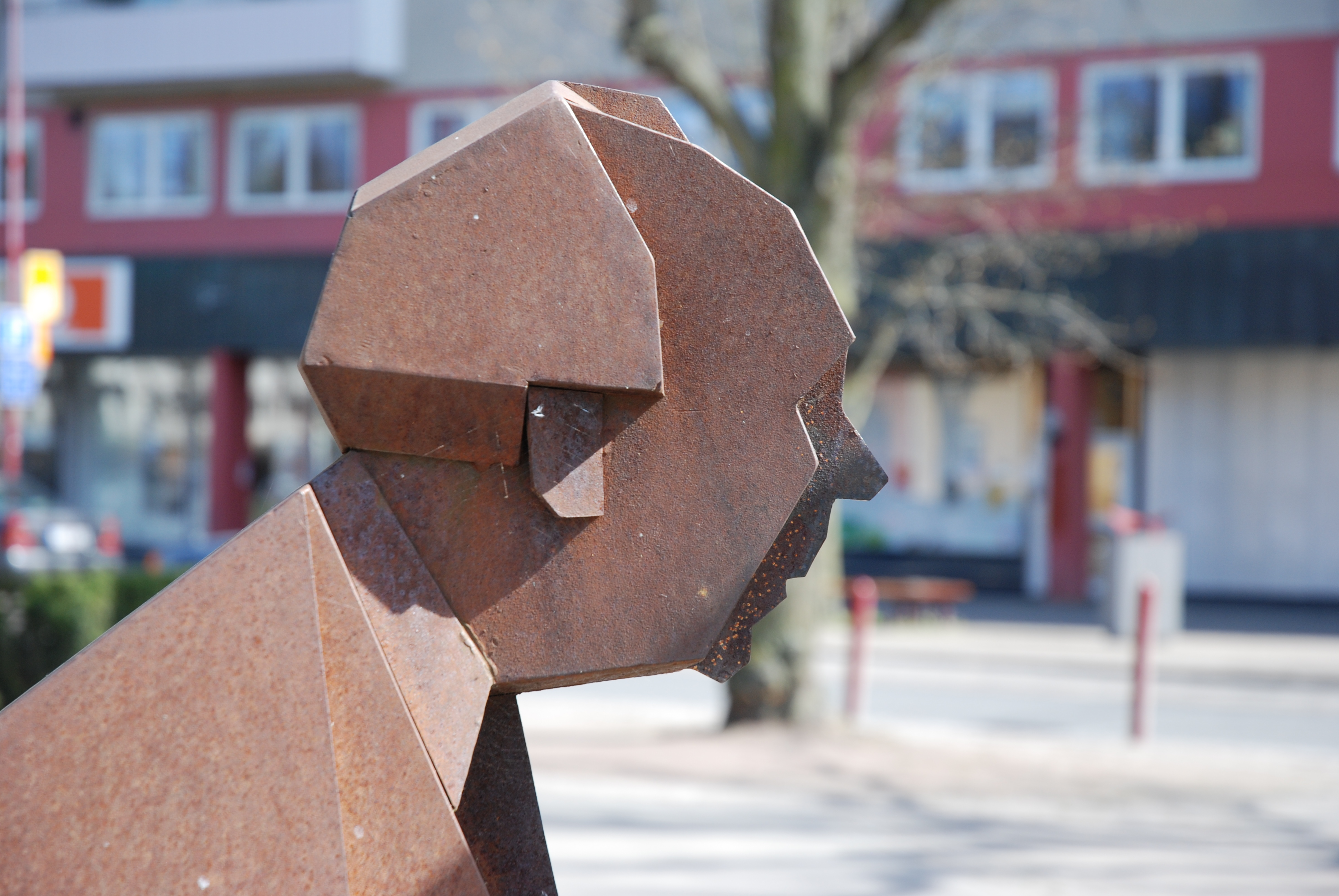
Альф Генрікссон (Томас Кварсебу, Еспланаден у Гускварні).

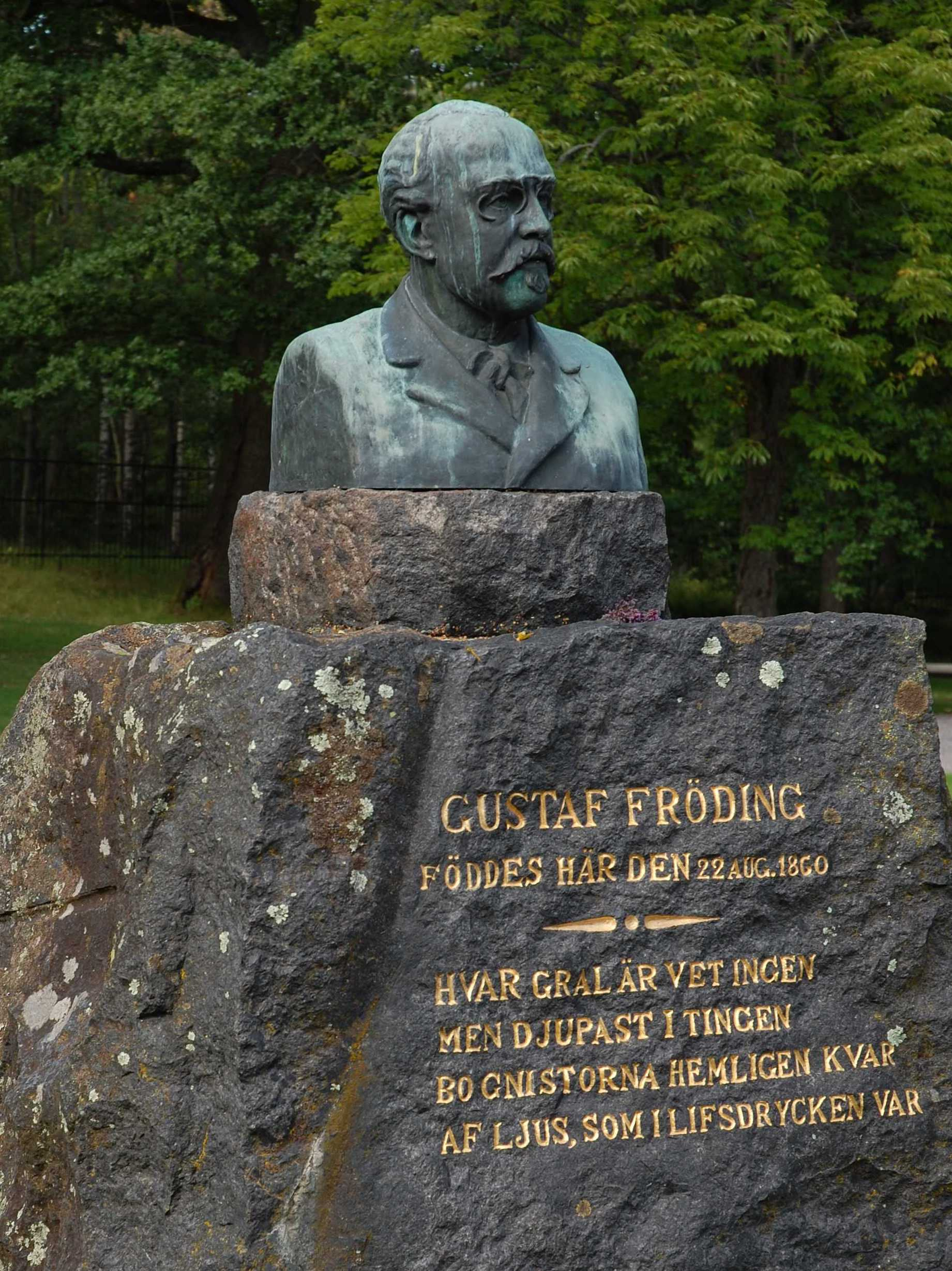
Ґустаф Фредінґ (Карлстад, маєток Альстер).

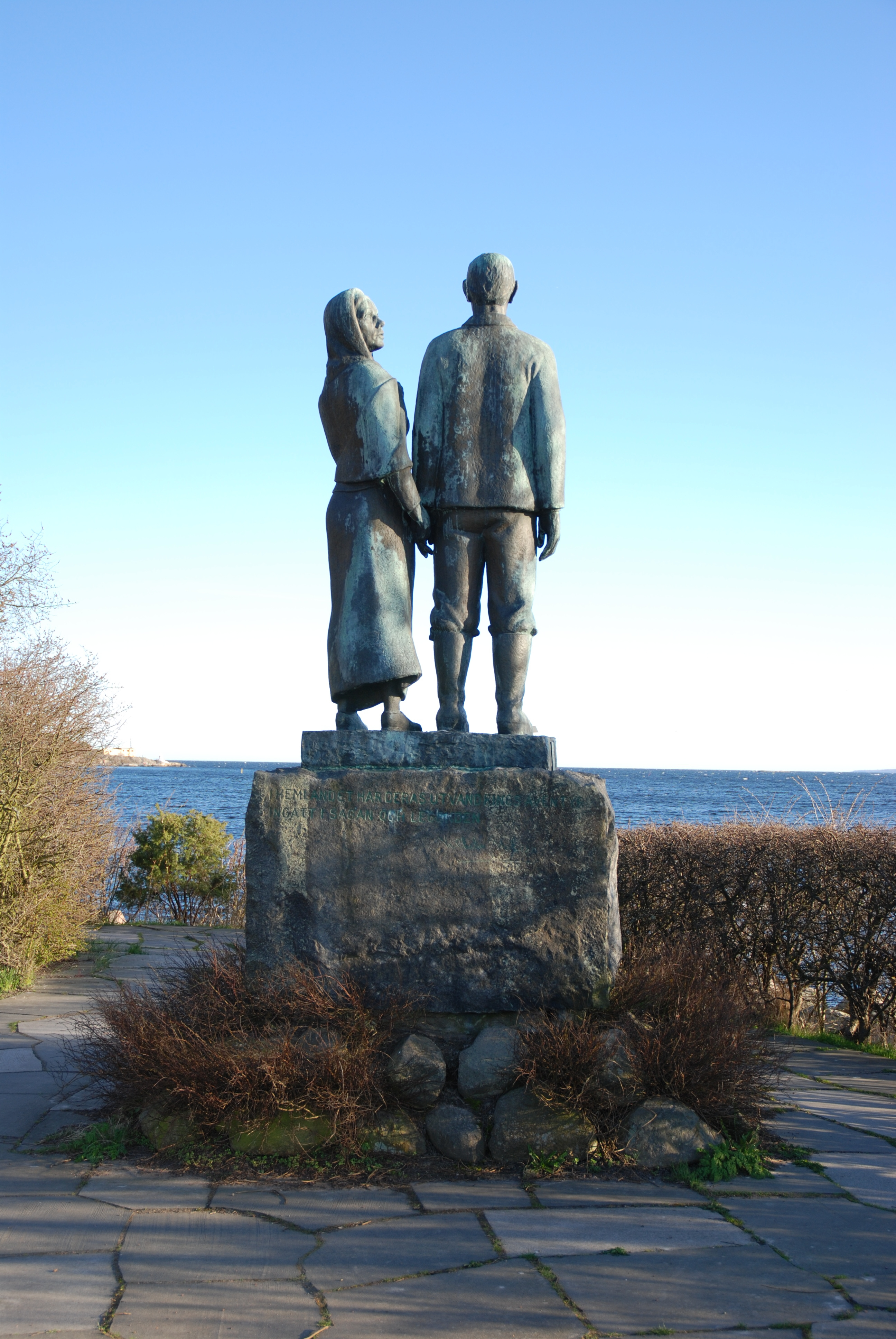
Вільгельм Муберг (Аксель Ульссон, «Монумент переселенцям», Карлсгамн).

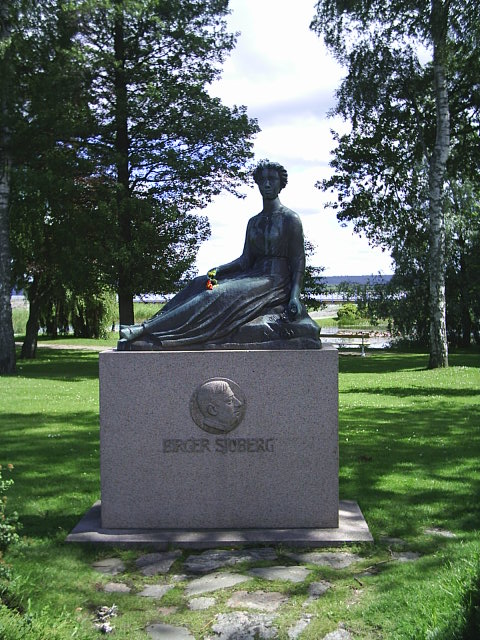
«Фріда» Бірґера Шеберга (Аксель Валленберг), парк «Скрекле» у Венесборґу.

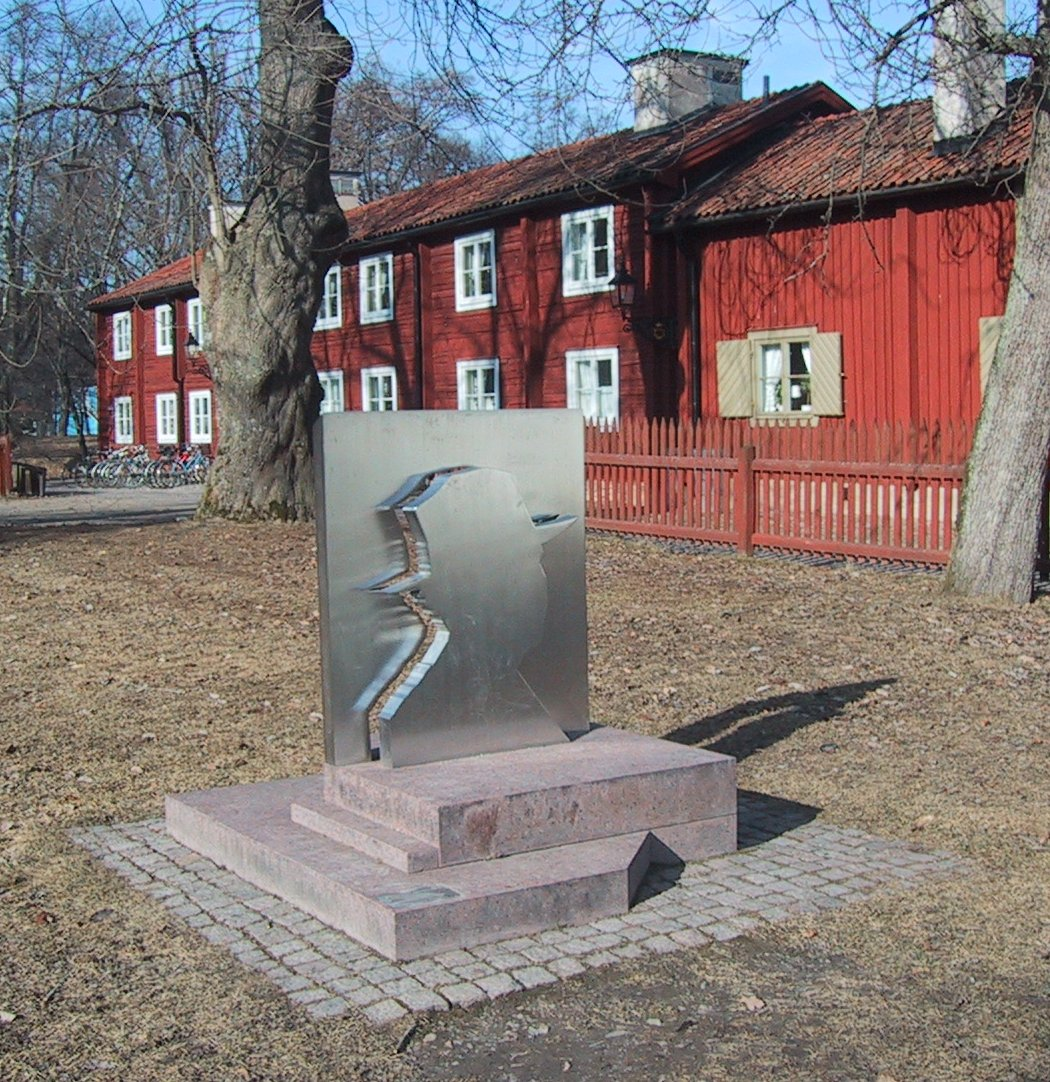
Ялмар Берґман (місто Вадчепінґ в Еребру).

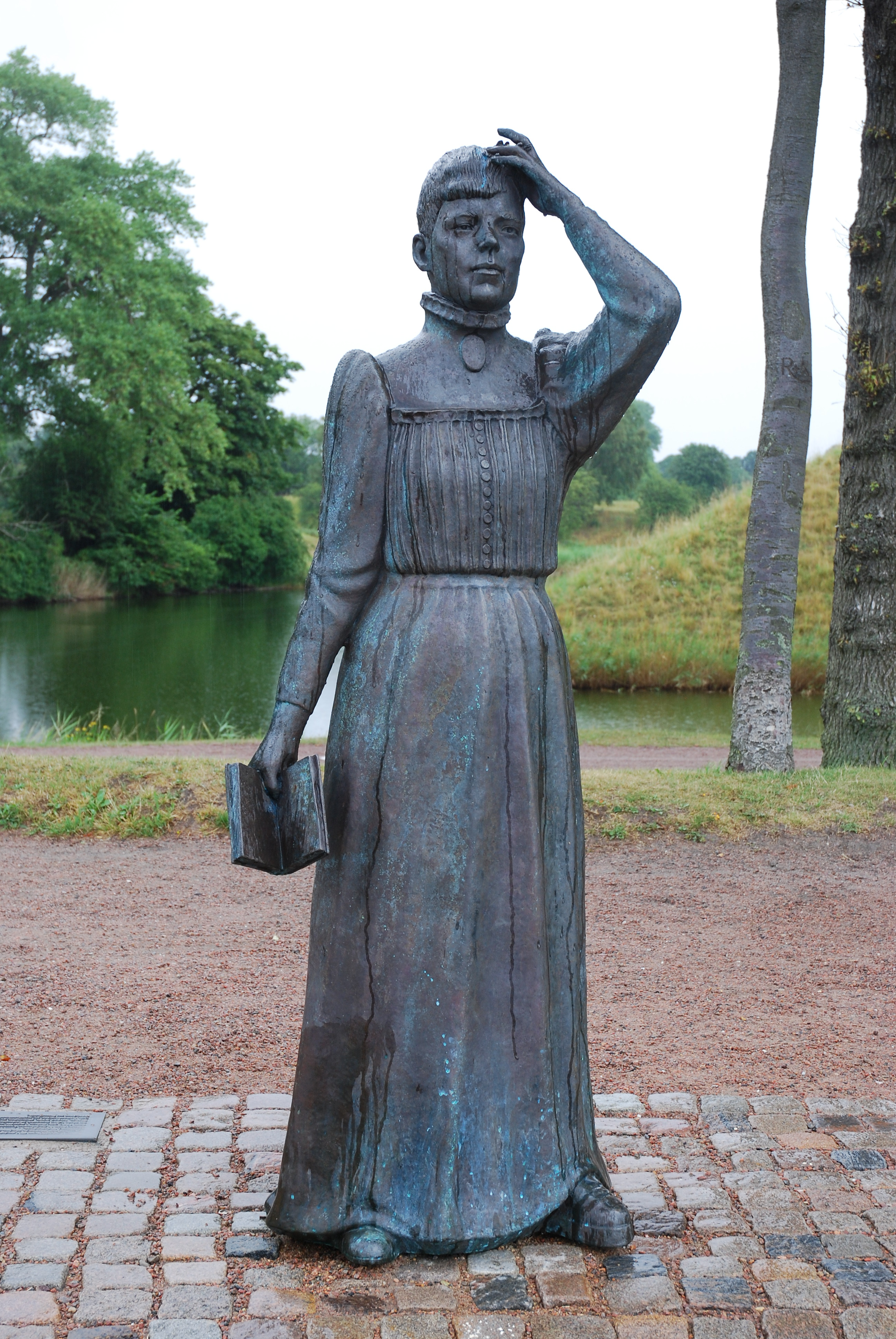
Сельма Лаґерлеф (Юнас Бергстрем), Нордкап у Ландскруні.

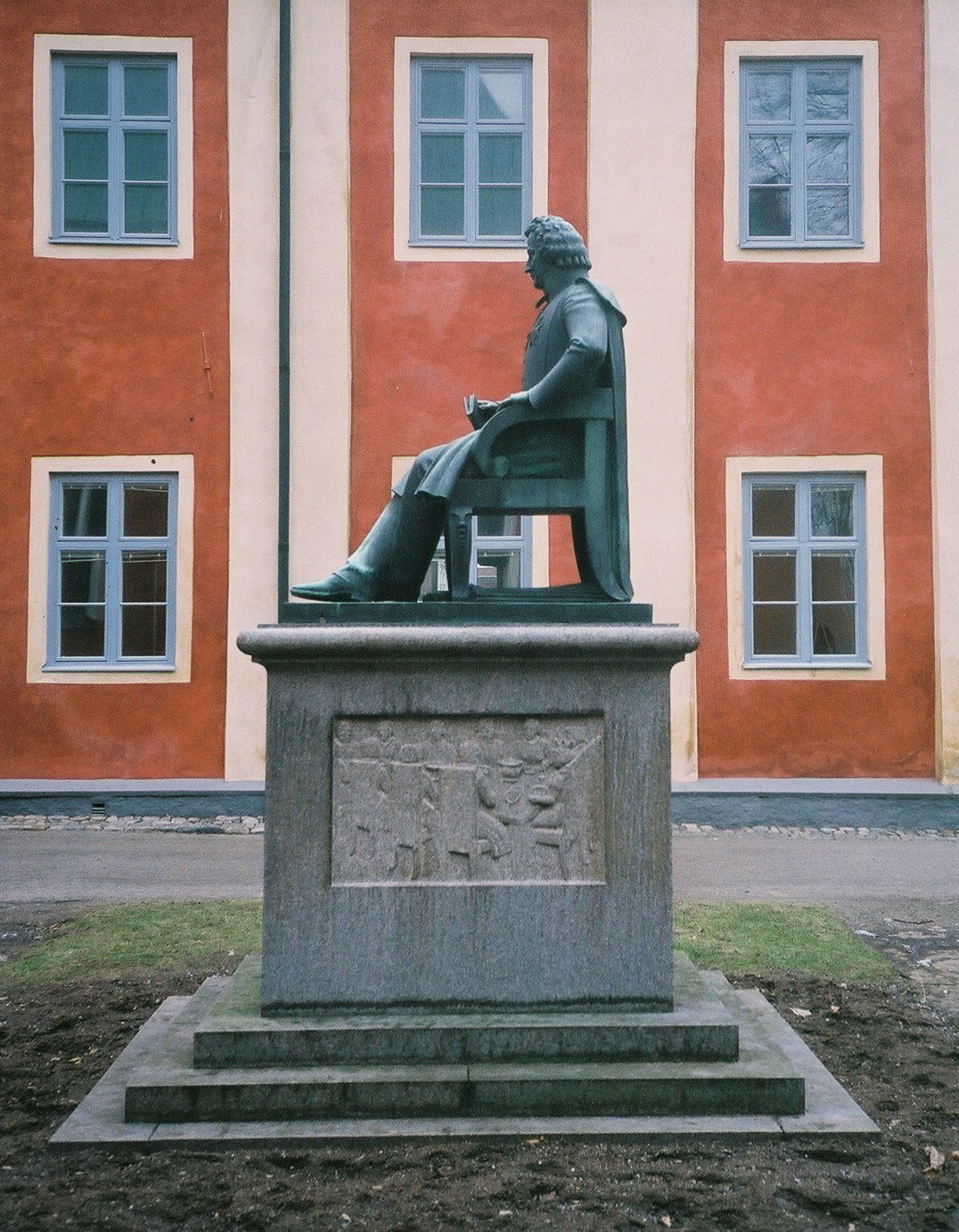
Статуя Теґнера біля катедральної школи у Векше.

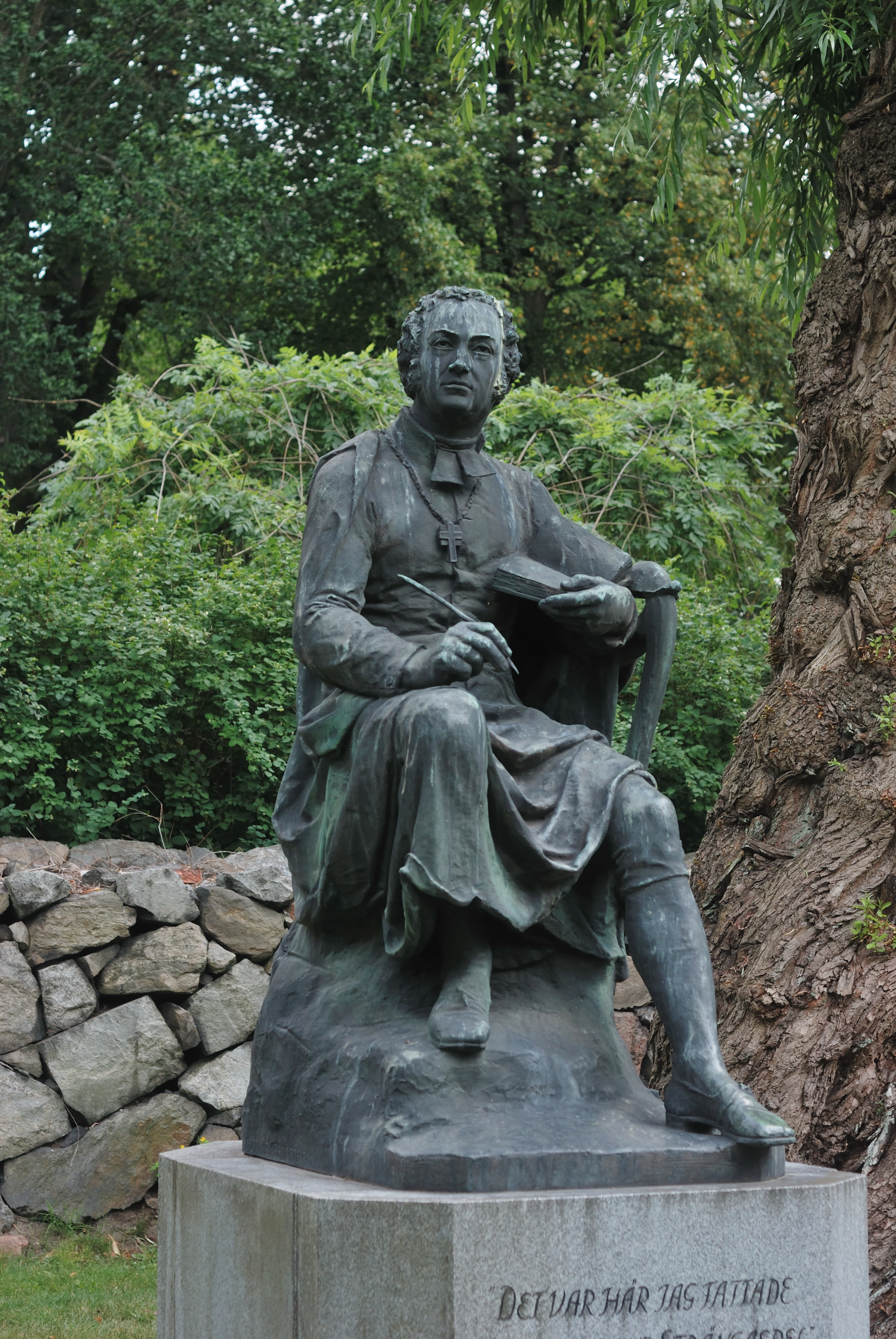
Статуя Югана Улофа Валліна в Сульні.

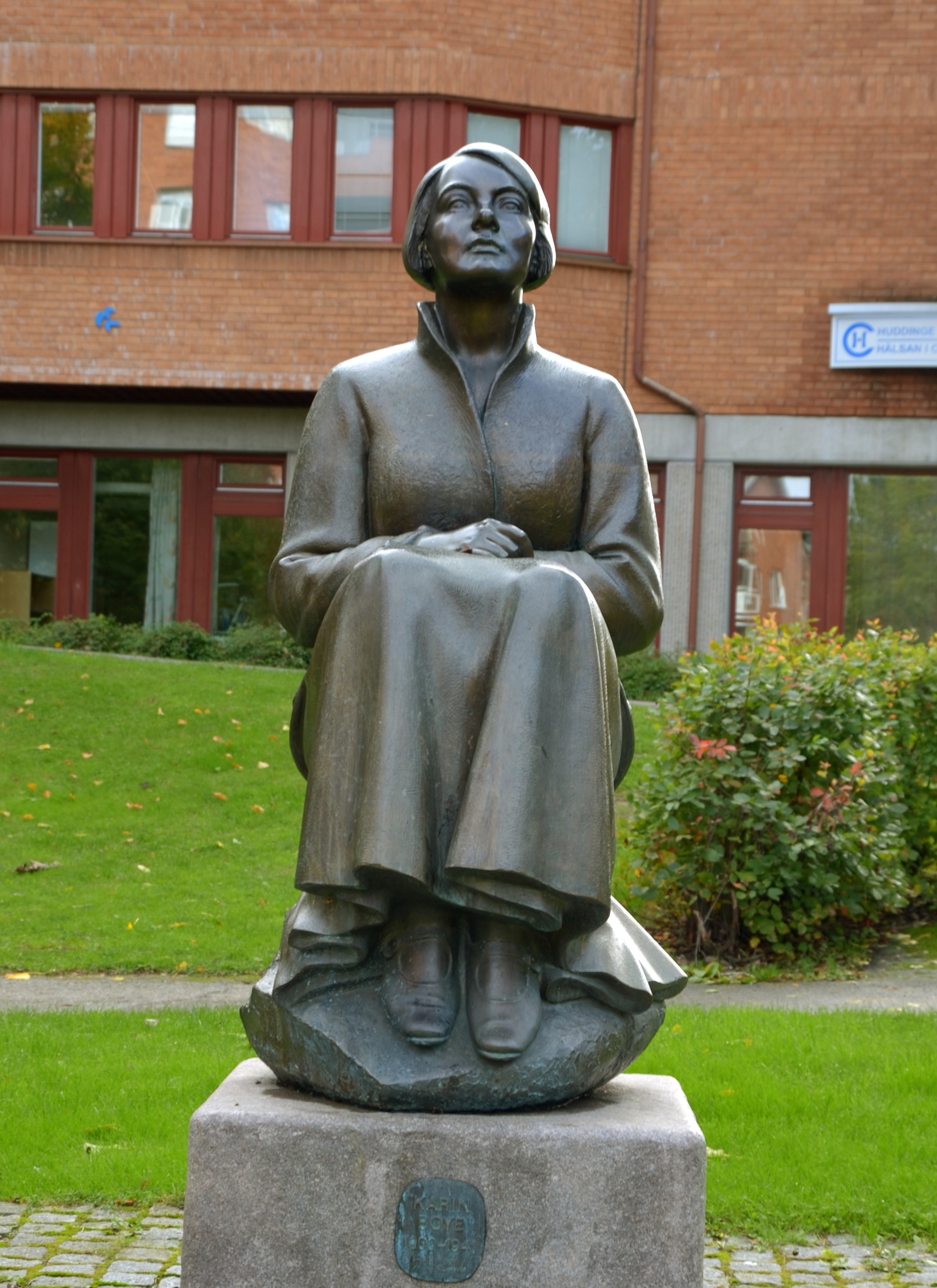
Статуя Карін Боє в Гуддинґе.

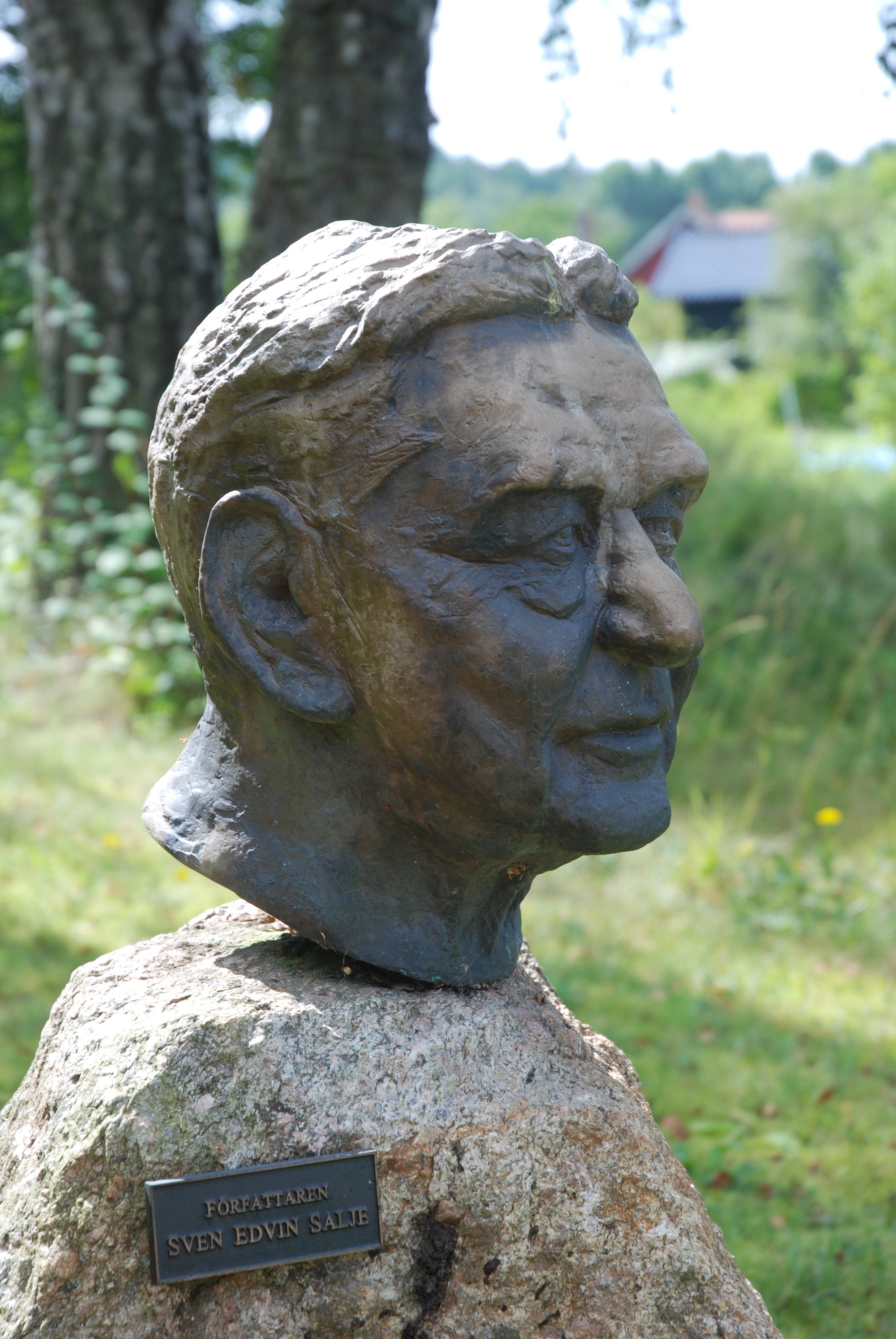
Скульптурний портрет Свена Едвіна Сальє біля входу до будинку-музею письменника в Ємсгеґу.

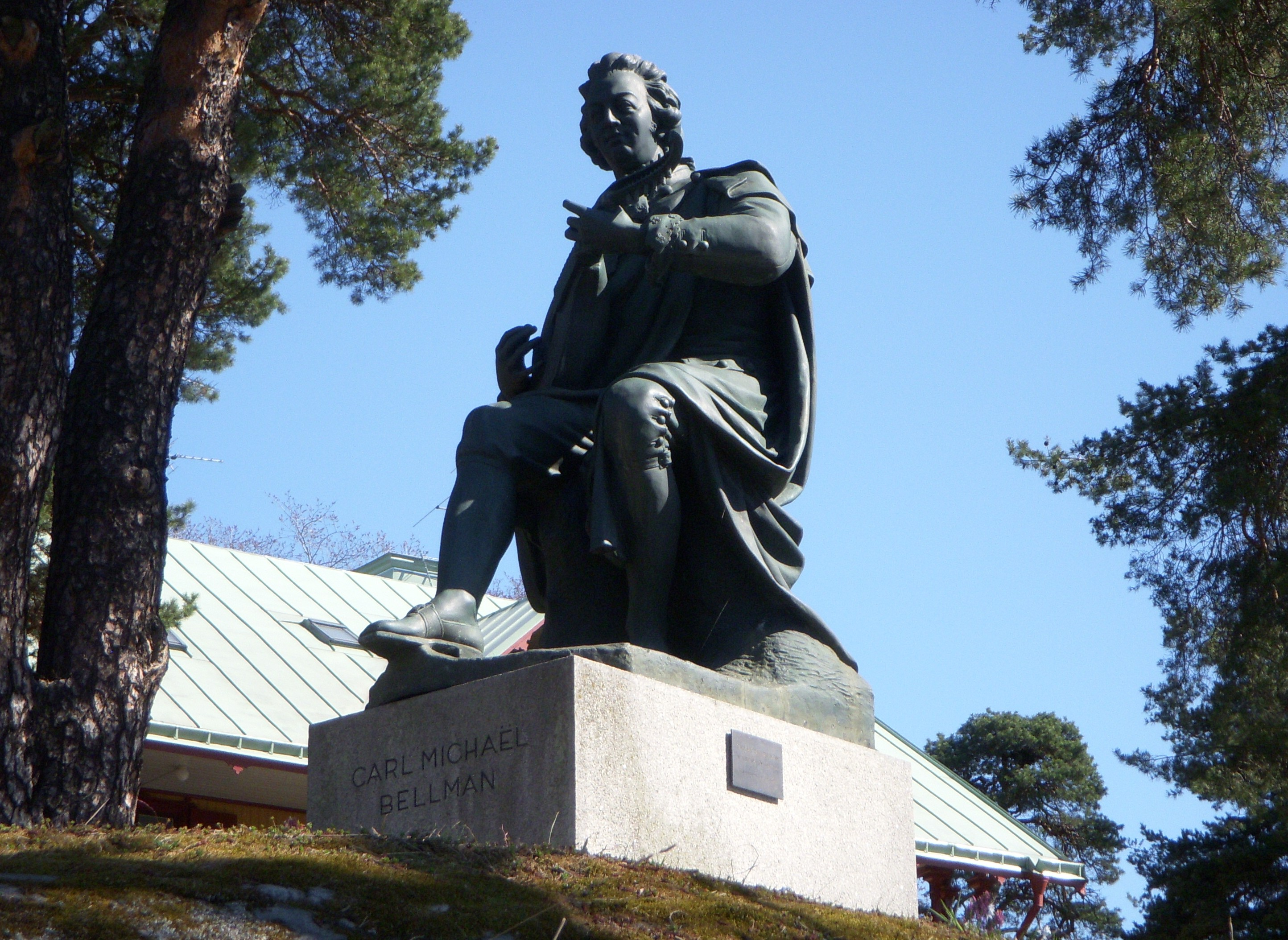
Пам'ятник Карлові Міхаелеві Беллману з лютнею. Бруннсвікен, Стокгольм.

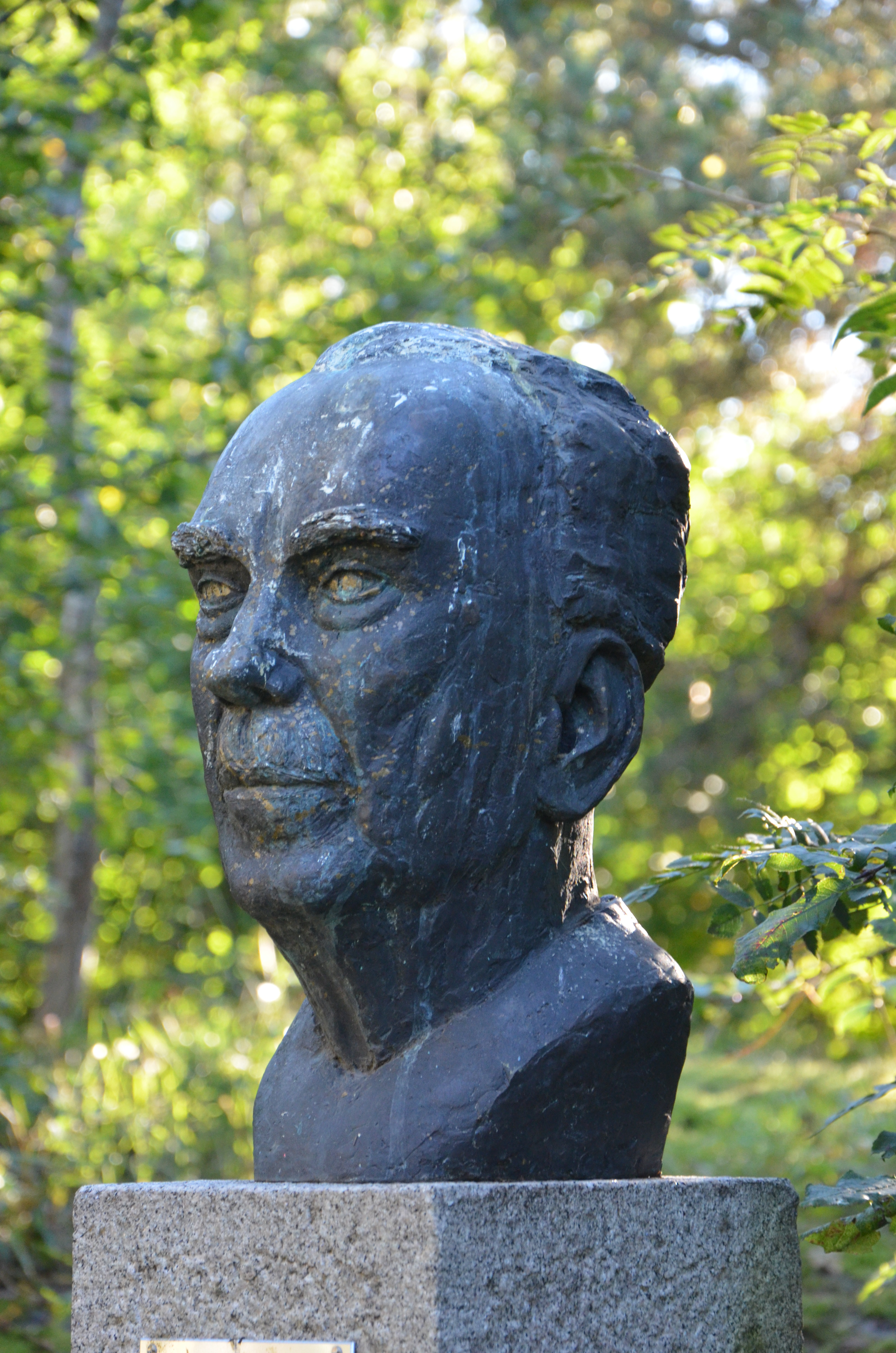
Бюст Артура Лундквіста. Парк імені письменника в Сульні.

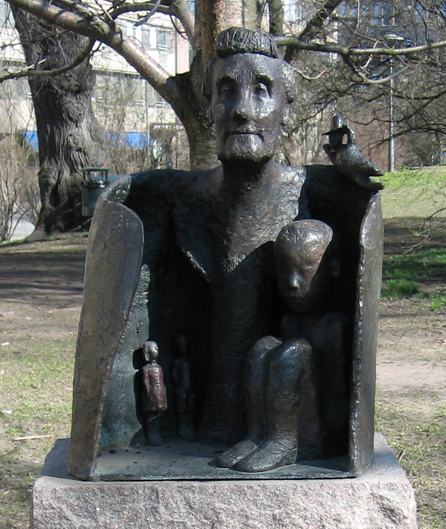
«Поезія і зачарування». Скульптурний портрет Астрід Ліндґрен. Стокгольм.

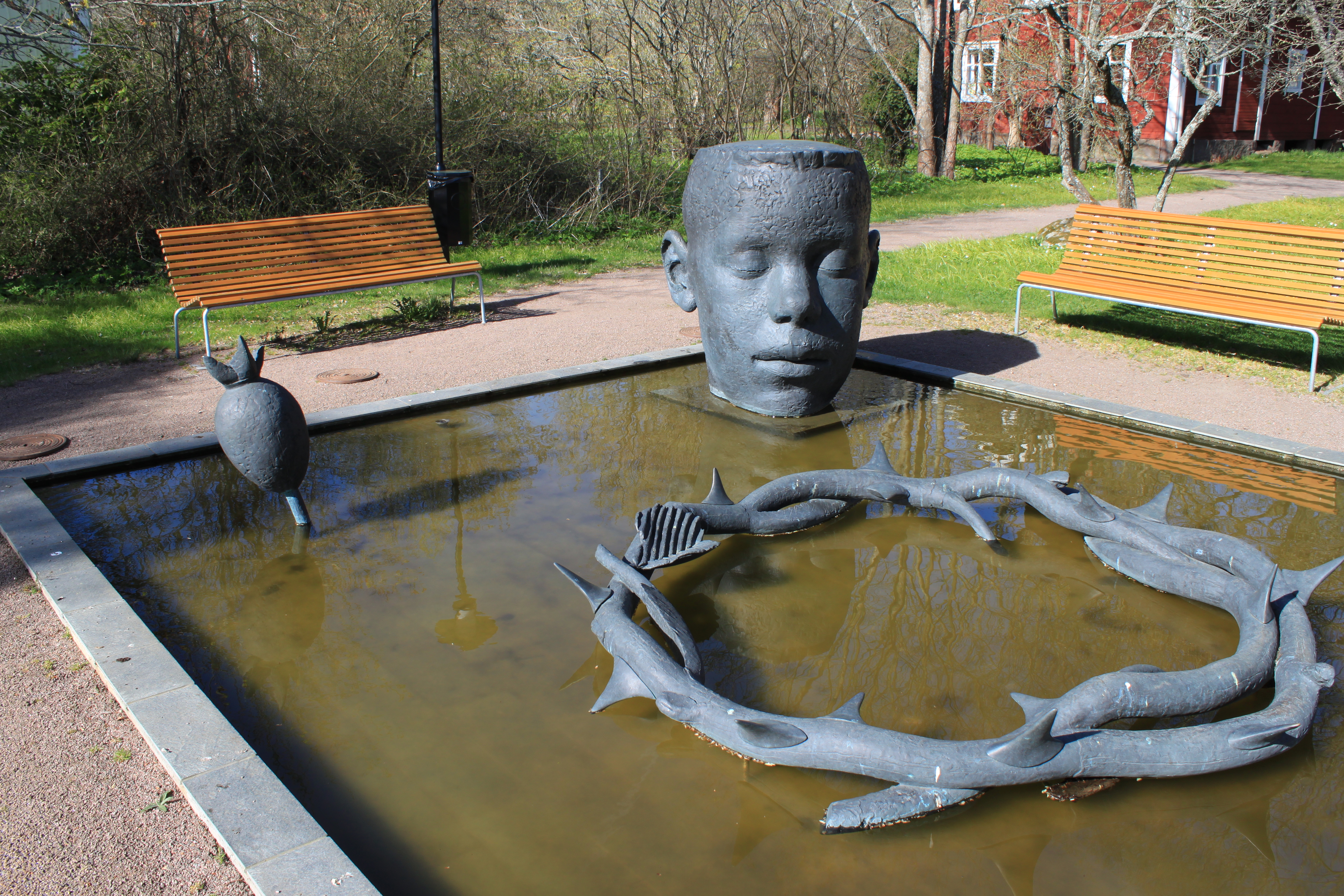
«Джерело Астрід» (народна назва — «Смерть байок»). Садиба Нес біля Віммербю, де минуло дитинство Астрід Ліндґрен.

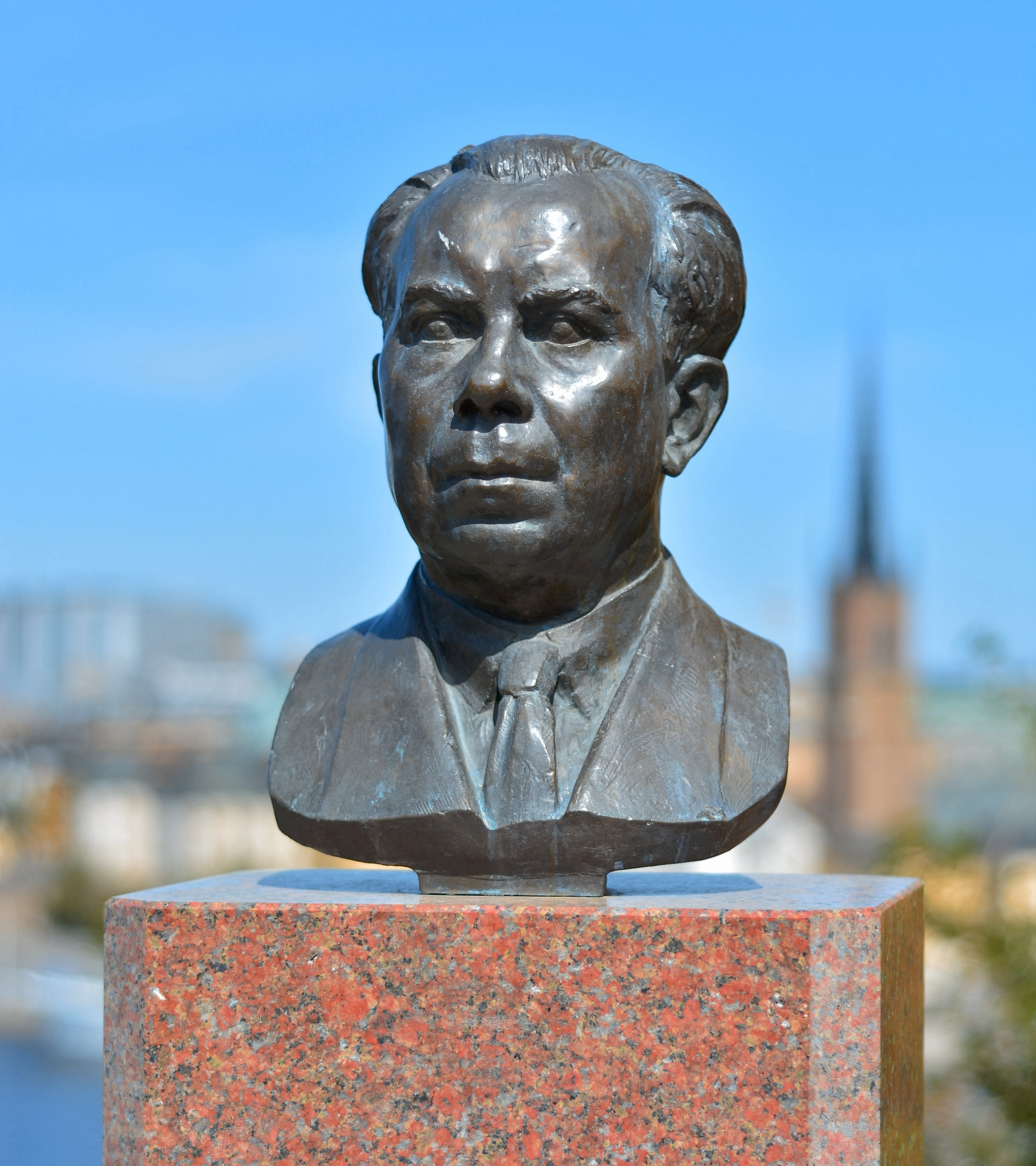
Бюст Івара Лу-Юганссона, поставлений у стокгольмському парку, названому іменем цього письменника.

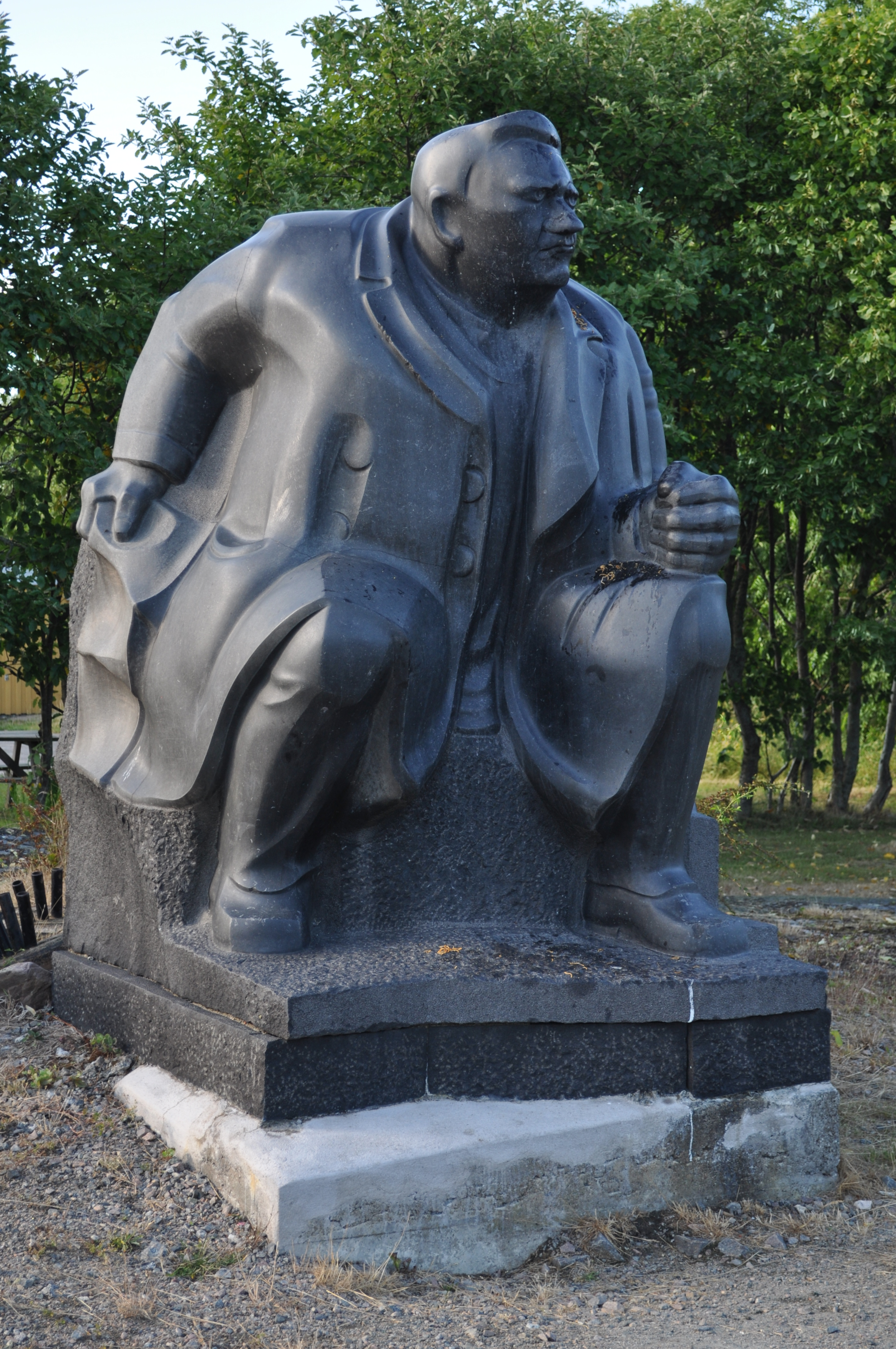
Надгробний пам'ятник Фабіанові Монссону, який до 100-річчя від дня народження письменника урочисто відкрили з участю Улофа Пальме. Гассле.

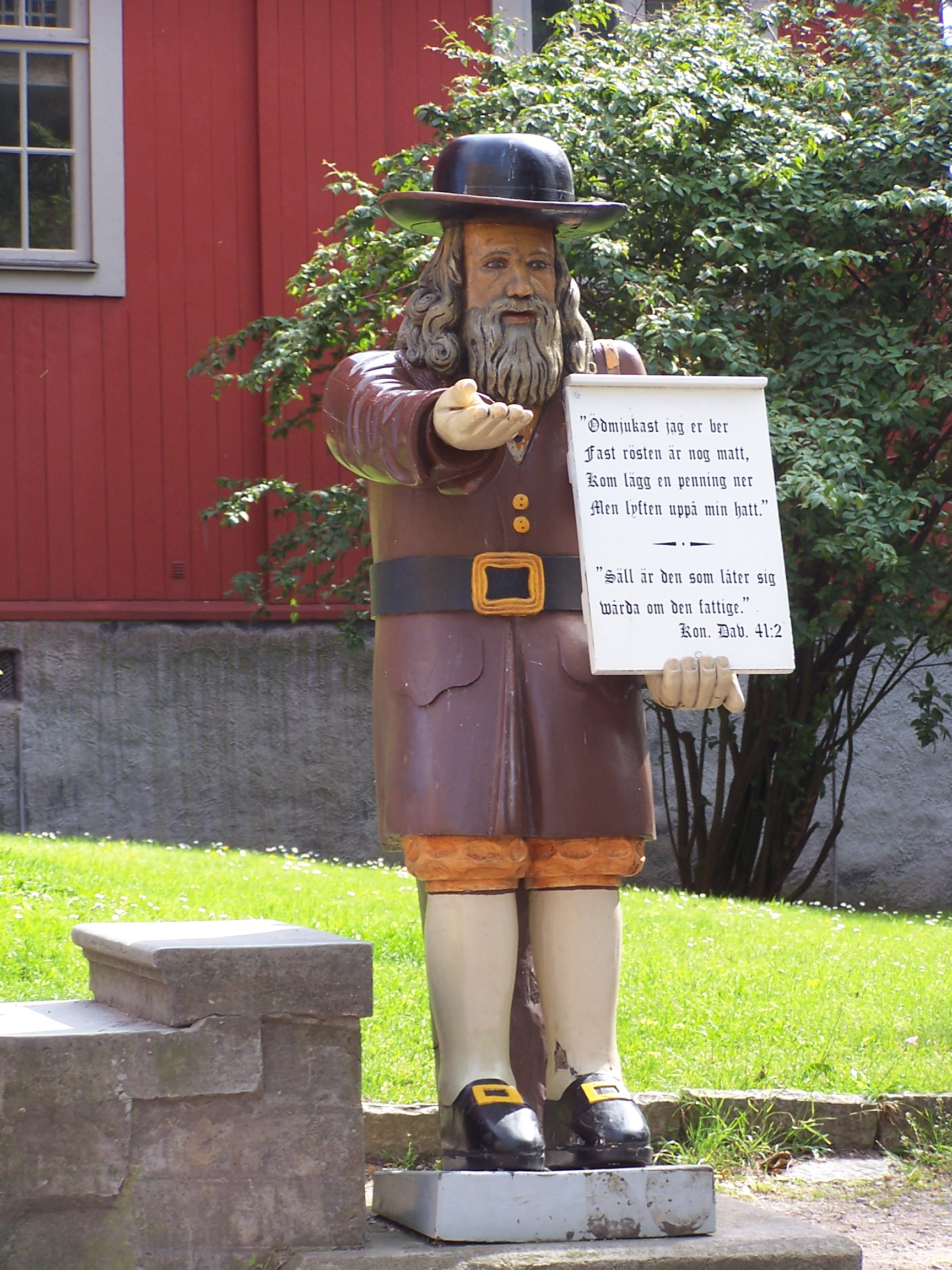
Пам'ятник Русенбумові, персонажу казки Сельми Лаґерлеф «Мандрівки Нільса Гольґерссона з дикими гусьми». Карлскруна.

## Авеста
- Ерік Аксель Карлфельдт (Арвід Баклунд, Карлфельдтсґорден, 1932)
- Ерік Аксель Карлфельдт, скульптура на тему його вірша Elie Himmelsfärd / «Подорож Іллі на небі» (Руно Летте, Міський театр)

## Бурос
- Сельма Лаґерлеф («Нільс Гольґерссон приходить до дітей» Бенґт Амундін, Трандаредська школа, 1954)

## Ваґнгерад
- Свен Дельбланк (скульптура за мотивами книжки «Пам'ять», Джим Аксен, Гедебюторґет)

## Векше
- Вільгельм Муберг (Олівер Веерасінґе, 1997)
- Вільгельм Муберг (Стефан Іґельстрем, Дім емігрантів, 2007)
- Есаяс Теґнер (Арвід Челльстрем, стара катедральна школа, 1926)

## Венерсборґ
- Бірґер Шеберг («Фріда Бірґера Шеберга», Аксель Валленберг, парк Скрекле)

## Вестра Вемменгеґ
- Астрід Ліндгрен (погруддя, Бірґітта Нільссон, шкільний музей)[2]
- Астрід Ліндгрен («Нільс Гольґерссон і гуси», Бірґітта Нільссон, шкільний музей)

## Віммербю
- Астрід Ліндґрен (Марія-Луїза Екман, торгет, 2007)
- Астрід Ліндґрен («Джерело Астрід» / народна назва — «Смерть байок», Беріт Ліндфельт, садиба Нес, у якій минуло дитинство письменниці, 2003—2007)

## Гассле
- Фабіан Монссон (Ялмар Рестурп, цвинтар у Гассле, 1972)

## Геллефорс
- Нільс Ферлін (Карл Єте Беємарк, квартал Траспен, Бергслаґсвеґен, 1975)
- Ґустаф Фредінґ (Карл Ельд. Той самий твір, що в Роттнеросі, 1909)

## Гельсинборг
- Бірґер Шеберг (автор невідомий, курорт «Рамлеса», 1982)

## Гербю
- Вікторія Бенедіктссон (Юнас Фредінґ, Парк імені Ернста Альґрена, 1938)

## Гернесанд
- Бертіль Мальмберг (Марк Ріселль, біля бібліотеки «Самбібліотекет», 2012)
- Пелле Мулін (Карл Фрісендаль, Мубергет, 1929)
- Еліас Сельстедт (Єста Альмґрен, Центральний міський парк, біля Бруннгуследена, 1926)

## Гетеборг
- Дан Андерссон (Брітт-Марія Єрн, Єрнторґет, 1990)
- Карл Міхаель Беллман (бюст Беллмана, автор невідомий, Тредґордсференінґен)
- Карін Боє (Петер Лінде, біля міської бібліотеки, 1987. Варіант скульптури в Гуддинґе)
- Юган Андерс Вадман (Юган Петер Мулін, Лоренсберзький парк, 1869, парк «Васапаркен»)
- Андерс Велльгед («Стіґберг-Лассе», або ж «Моряк», герой пісень Велльгеда, Ейно Ганскі, Заповідник Ґатен'єльма, 1996)
- Карл Гергард (Каріна Арі, Лоренсберзький парк, 1968)
- Віктор Рюдберг (Ніннан Сантессон, Віктор Рюдбергсґатан/Гейєрсґатан, 1930)
- Еверт Таубе (Ейно Ганскі, Юссі Б'єрлінґс платс, біля Гетеборзької опери, 1996)
- Еверт Таубе (Ґрем Стейсі, Таубеґатан у Маюрні, 1990)

## Гуддинґе
- Карін Боє (Петер Лінде, Парадисторґет, 1980. Варіант скульптури в Гетеборгу)
- Моа Мартінсон, «Каміння Моі Мартінсон» (Клас Гаке, Флемінґсберґ, Седертернська вища школа, 2002)

## Гускварна
- Б'єрн Афцеліус (Турд Геґґ, Еспланада, 2000)
- Альф Генріксон («Прохід крізь „А“», Томас Кварсебу, Еспланада, 1998)

## Ґреббестад
- Еверт Таубе (Віллі Ґордон)
- Ебба Ліндквіст (Чотири меморіальні камені з уривками віршів поетеси. Площа, названа іменем Ліндквіст, 1996)

## Дандерюд
- Ельза Бесков (Торстен Ренквіст, Юршгольм, майдан Ельзи Бесков, 1997)
- Віктор Рюдберг (Йон Бер'єсон, Юршгольмська школа)

## Енчепінґ
- Ян Фрідеґорд (Руне Рюделіус, Фрідеґордспаркен, Вестра Рінґґатан, 1992)
- Копія попереднього пам'ятника, Енчепінзька бібліотека, Оґатан, 29)

## Еребру
- Яльмар Берґман (Єран Данієльссон, Міський парк, 1993)
- Кайса Варґ (Кайса Маттас, Міський парк, 1997)
- Гаральд Форсс (Карін Вард, Стурґатан, 2002)

## Еслев
- Сельма Лаґерлеф («Дивовижна подорож Нільса Гольґерссона», Нандор Ваґнер)
- Гаррі Мартінсон — «Космічний корабель „Аніара“ приземляється на подвір'ї школи Саллерупа» (Едвін Ерстрем)

## Єнчепінґ
- Віктор Рюдберг (бюст, Йон Бер'єсон, парк магістрату, 1898)
- Віктор Рюдберг («Арфіст і його син», Стіґ Блумберг, парк магістрату, 1947)

## Істад
- Карін Боє (Пам'ятний знак із закінченням вірша Карін Боє «Аякже, болить, коли розпукуються бруньки»: «…спочивають у довірі, що творить світ». Автор знака невідомий. Істадський цвинтар)

## Кальмар
- Ерік Юган Стаґнеліус (Кнут Єрн, біля входу до міської бібліотеки, 1923)

## Карлсгамн
- Вільгельм Муберг («Емігранти», Аксель Ульссон, гавань, 1971)

## Карлскруна
- Сельма Лаґерлеф (Скульптура на тему «Мандрівки Нільса Гольґерссона з дикими гусьми». Ральф Бурселіус)
- Сельма Лаґерлеф (Скульптура Русенбума, персонажа «Мандрівки Нільса Гольґерссона з дикими гусьми». Біля Адміралтейської церкви)

## Карлстад
- Сельма Лаґерлеф (Арвід Баклунд, Вестра брун, навпроти Театру, 1958)
- Нільс Ферлін, «Ферлін танцює чечітку» (Томас Кварсебу, Стура торґет, 2002)
- Ґустаф Фредінґ (Ерік Рафаель Родберг, Музейний парк, 1948)
- Ґустаф Фредінґ (Герман Рейєрс, Вестра торґатан, 1996)
- Ґустаф Фредінґ (Малін Ліндблум, маєток в Альстері)

## Лагольм
- Аксель Мальмквіст (Йон Лундквіст, 1973)

## Ландскруна
- Сельма Лаґерлеф (Юнас Геґстрем, Нордкап, 2009)

## Лідчепінґ
- Ґуннар Веннерберг (автор невідомий, міський парк «Стадстредґорден»)

## Лінчепінґ
- Шарлотта Берґер (автор невідомий, Берґа, парк)
- Таґе Данієльссон (Карл Єта Беємарк, Таґе Данієльссонплатс, Васавеґен, 1987)
- Карл Фредрік Ріддерстад (автор невідомий, Берґа, парк)

## Лунд
- Есаяс Теґнер (Карл Ґустаф Кварнстрем, Теґнерплатсен, 1853)

## Людвіка
- Дан Андерссон (Томас Кварсебу, Ратуша, Дан Андерссонс ґата, 1997)

## Нака

### Сальтшебаден
- Сельма Лаґерлеф («Великий білий», Едвін Ерстрем)

## Норртельє
- Нільс Ферлін (Конрад Нюстрем, Ферлінсґренд, 2000)

## Норрчепінґ
- Моа Мартінсон (Петер Лінде, Ґрютсторґет, 1994)

## Нура
- Марія Ланґ (Руне Юнассон, Страндпроменаден)

## Оскарсгамн
- Аксель Мунте (Аннетта Рюдстрем Крокерумсбакен, 2012)

## Симрісгамн

### Ківік
- Фрітьоф Нільссон Піратен (Єран Газеліус)

## Скара
- Ґуннар Веннерберг (Ленні Кларгелль, Марумсторгет, 2003)

## Соллентуна
- Гаррі Мартінсон («Міма і Мімаробен»,Б'єрн Сельдер, Аніараплатсен)

## Соллефтео
- Еміль Гаґстрем (Юнас Ларссон, Міський парк, 1982)
- Івар Лу-Юганссон (Атті Юганссон, школа імені Ґудлава Більдера, 1969-1971)
- Пелле Мулін (Карл Фрісендаль, рідний дім Пелле Муліна, 1929)
- Лаура Фітінгофф (Теодор Теандер, цвинтар у Соллефтео, після 1910)

## Стокгольм
- Гассе Альфредсон («Гумор», К. Ґ. Беємарк, 1970)
- Карл Міхаель Беллман (бюст Беллмана, Юган Ніклас Бюстрем, Беллмансру в Юрґордені, 1829)
- Карл Міхаель Беллман («Беллман з лютнею», Альфред Нюстрем, Гассельбакен, 1872)
- Карл Міхаель Беллман (Юган Тобіас Сергель, Беллманшеллевеґен, 11, Меларґорден, 1928)
- Карл Міхаель Беллман («Бруннсвікенські наяди», Керстін Челльберг-Якобссон, Ульвсунда, Юганнесфредсвеґен, 2003—2005)
- Авґуст Бланш (Арон Сандберг, Карлавеґен, 79, 1918)
- Фредріка Бремер (Сіґрід Фрідман, Гумлеґорден, 1927)
- Елін Веґнер («Елін Веґнер промовляє», Сірі Декерт, Санкт-Еріксплан, 2014)
- Ґуннар Веннерберг (Карл Ельд, Каптенсудден, 1916)
- Корнеліс Вреесвік (Бітте Юнасон Окерлунд, Седермальм, парк «Корнеліспаркен», 2007)
- Ерік Геден (Карл Ельд, Стокгольмська міська бібліотека, 1931)
- Ґуннар Екелеф («Не вислужуюсь», Ернст Нурдін, Мальмшильнадсґатан, 1980)
- Еллен Кей (Сіґрід Фрідман, парк імені Еллен Кей, 1953)
- Сельма Лаґерлеф («Кристал болю», Віллі Ґордон, Фуршгаґатан/Молькомсбакен у Фарсті, 2001)
- Сельма Лаґерлеф («Великий білий», Едвін Ерстрем, парк скульптур Вестертурп)
- Сара Лідман (третя зліва у скульптурній композиції «Після купелі», Пія Енґстрем, біля Вестертурпсбадета, 1976)
- Астрід Ліндґрен («Поезія і зачарування», Маяліса Александерссон, Теґнерлунден, 1996)
- Астрід Ліндґрен (Герта Гілльфон, Юнібакен у Юрґордені, 1996)
- Астрід Ліндґрен (Меморіальний камінь, заповідник «Ганста», 1989)
- Івар Лу-Юганссон (Нільс Меллеберг, парк Івара Лу, 1991)
- Фабіан Монссон (Карл Ельд, Стокгольмська міська бібліотека, 1940)
- Рубен Нільссон (Бітте Юнасон Окерлунд, парк в Ербі)
- Еммануель Сведенборґ (Ґустаф Нурдаль, 1964, Маріяторґет, 1973)
- Ялмар Седерберг (Петер Лінде, Гумлеґорден, біля Королівської бібліотеки, відкрито 11 серпня 2010)
- Август Стріндберг (Карл Ельд, Теґнерлунден, 1942)
- Август Стріндберг («Молодий Стріндберг у шхері», (Карл Ельд, парк Белльвю, 1968)
- Август Стріндберг («Почет майстра Улофа», Брур Марклунд, парк Міннеберга, 1990)
- Август Стріндберг («Цитата із Стріндберга», Інґрід Фальк і Ґуставо Аґерре, Дроттнінґатан, 1967-85)
- Август Стріндберг («Молодий Стріндберг», (Карл Ельд, Мусебакетерассен, 1975)
- Еверт Таубе (Віллі Ґордон, Таубестеррассен, Ріддаргольмен, 1990)
- Еверт Таубе (Карл Єте Беєемарк, Єрнторґет, 1985)
- Есаяс Теґнер («Співець сонця, пам'ять про Есаяса Теґнера», Стремпартеррен, 1926)
- Нільс Ферлін (Карл Єте Беємарк, Ферлінсторг, біля вулиці Кларабергсґатан, 1982)
- Нільс Ферлін (Карл Єте Беємарк, меморіальна таблиця на Рестрандсґатан, 40)
- Ґустаф Фредінґ (Ерік Рафаель Родберг, Юрґордсбруннбрун, 1921)
- Андерс Фрюкселль (Вальтер Рунеберг, Гумлеґорден, 1910)

## Стремстад
- Емелі Флюґаре-Карлен (Карл Фаґерберг, парк Емелі, Карлсґатан)Emelie Flygare-Carlén Carl Fagerberg Skulptur — Brons Emelie parken, Karlsgatan.

## Сульна
- Юган Улоф Валлін (Альфред Нюстрем, біля пасторату Сульнської церкви, 1922)
- Марія Віне (Брітт Марі Єрн, парк Марії Віне, 2004)
- Астрід Ліндґрен (Герта Гілльфон, біля Дитячої лікарні імені Астрід Ліндґрен, 1996)
- Астрід Ліндґрен, «Моя зустріч із Астрід Ліндґрен» (Герта Гілльфон, Фільмстаден, 1996)
- Артур Лундквіст (Брітт Марі Єрн, парк Артура Лундквіста, 1993)

## Сунне
- Сельма Лаґерлеф (Арвід Баклунд, парк Сельми Лаґерлеф)

### Роттнероський парк скульптур
- Сельма Лаґерлеф (Арвід Баклунд)
- Сельма Лаґерлеф (Астрі Таубе)
- Ґустаф Фредінґ (Карл Ельд)

## Торшгелла
- Карл Міхаель Беллман (автор невідомий, Гольмбергет, 1919)

## Улофсстрем
- Гаррі Мартінсон («Роздоріжжя», Бер'є Берглунд, перед Народним домом, 2010)[3]

### Ємсгеґ
- Свен Едвін Сальє (Маттіас Ульссон, біля входу до будинку-музею Сальє)
- Свен Едвін Сальє («Пролог», Бер'є Берглунд, парк у Ємсгеґу, 2010)[3]

## Уппсала
- Ґуннар Веннерберг (Теодор Лундберг, Слоттсбакен, 1911)
- Ґуннар Веннерберг, пам'ятник під назвою «Студентська пісня і Майстер» із написом Herre min Gud, Hvad den månen lyser / «Господи Боже, як світить той місяць» (Томас Кварсебу, Каролінабакен, 1998)
- Ерік Ґустаф Гейєр (Йон Бер'єссон, Університетський парк, 1888)
- Єста Кнутссон («Пелле Безхвостий» — головний персонаж серії книжок Кнутссона, Крістіна Янссон, Міський парк, 2012)
- Анна Марія Леннґрен (Юган Тобіас Сергель, Сюссломансґатан, 12, 1800)

## Фалун
- Сельма Лаґерлеф (Арвід Баклунд)

## Філіпстад
- Нільс Ферлін (Карл Єте Беємарк, Стура торґет, 1975)

## Фредерюд
- Ліна Санделль (Аксель Валленберг, фредерюдський пасторат, 1953)

## Юнґбю
- Фольке Фріделль (Майре Меннік, біля головної бібліотеки в Юнґбю, 1989)